# جائزة إيطاليا الكبرى 1959
جائزة إيطاليا الكبرى 1959 هو سباق فورمولا 1 أقيم بتاريخ 13 سبتمبر 1959 في حلبة مونزا، إيطاليا. كان الثامن من أصل 9 في بطولة العالم لسباقات الفورمولا واحد موسم 1959. حلّ ستيرلنغ موس أولا بينما حلّ فيل هيل في المركز الثاني وحصل على المركز الثالث جاك برابهام.